# Institut astronomique Sternberg

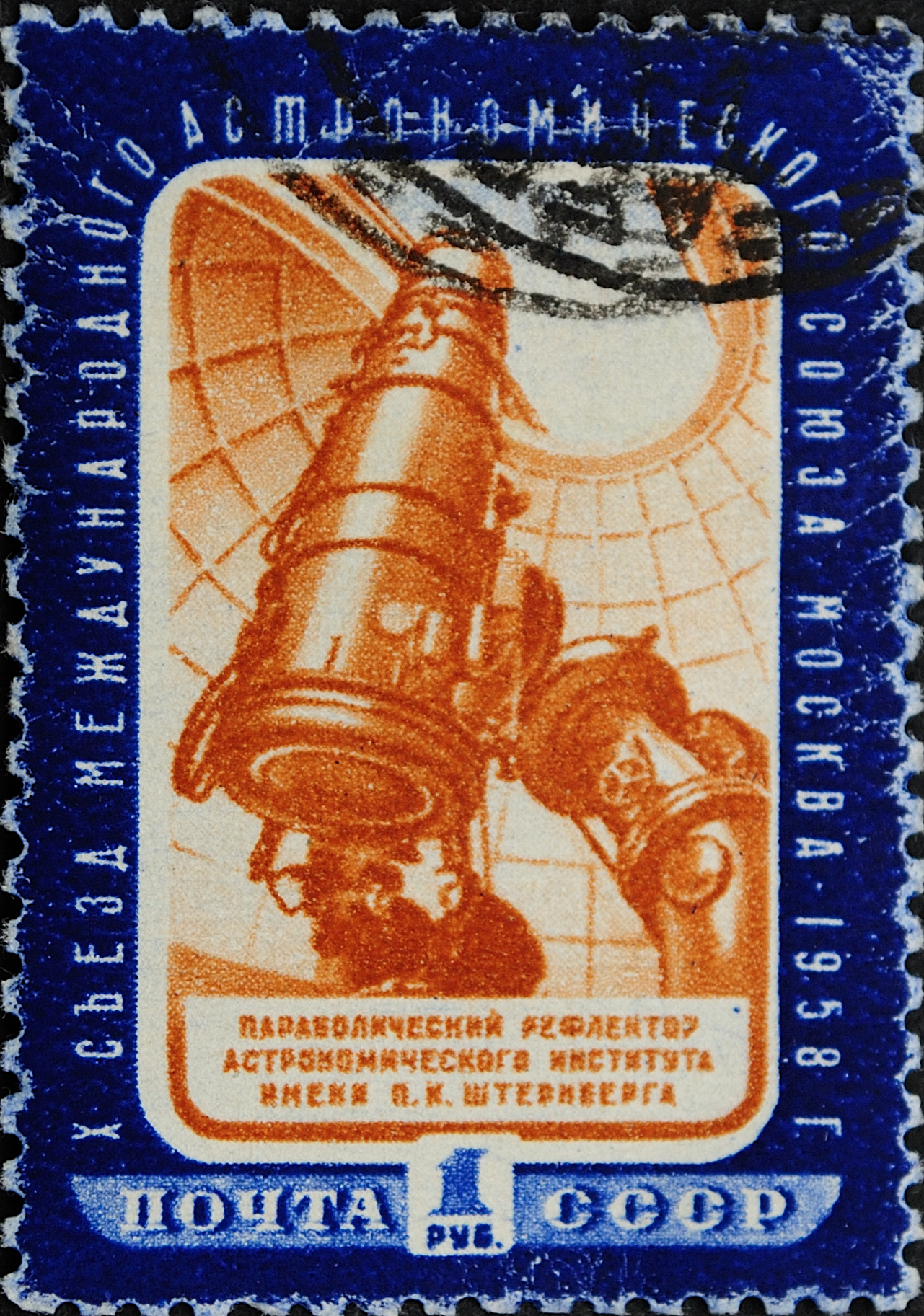
Télescope du GAIsh (1958) sur un timbre-poste soviétique.

L'Institut astronomique Sternberg, officiellement l'Institut astronomique d'État P.-K.-Sternberg (en russe Государственный астрономический институт им. П. К. Штернберга, Gossoudarstvenny astronomitcheski institout im. P. K. Chternberga, en abrégé ГАИШ, GAICh, ou GAISh selon la transcription anglophone) et anciennement l'Observatoire astronomique de l'Université de Moscou (Астрономическая обсерватория Московского Университета, Astronomitcheskaïa observatoria Moskobskogo Ouniversiteta), est un institut de recherche de l'Université d'État de Moscou situé à Moscou, en Russie. Il a été fondé en 1831 par le scientifique et professeur russe Dmitri Matveïevitch Perevochtchikov (ru). Géré par l'université d'État de Moscou, il a été nommé en l'honneur de l'astronome Pavel Karlovitch Sternberg (es).
L'Institut astronomique Sternberg est le plus grand centre de recherche et de formation en astronomie en Russie, employant environ 200 scientifiques[réf. souhaitée].

## Divisions du GAISh

### Départements
- Astrométrie et temps
- Astronomie extragalactique
- Mesures de la gravité
- Astrophysique stellaire
- L'étude des étoiles et des galaxies
- Recherche lunaire et planétaire
- Mécanique céleste
- Astronomie
- Astrophysique relativiste
- Physique solaire
- Émission physique d'étoiles et de galaxies

### Laboratoires
- Calculs astronomiques
- Gravimétrie
- Surveillance de l'espace
- Projet spatial
- Mesures interférométriques
- Nouvelles méthodes photométriques
- RATAN-600
- Histoire de l'Observatoire